# Hjemmestyrkene overtar Akershus festning 11. mai 1945

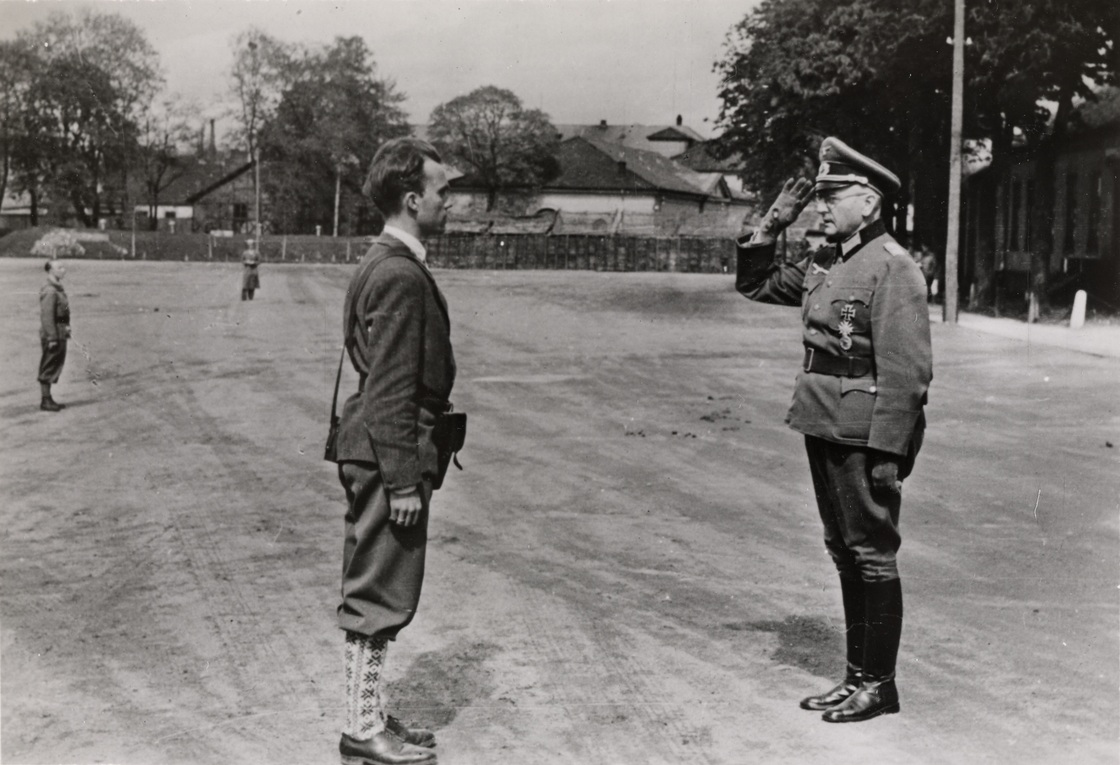
En variant av bildmotivet, vilken tydligare visar Rollems selbustrumpor.

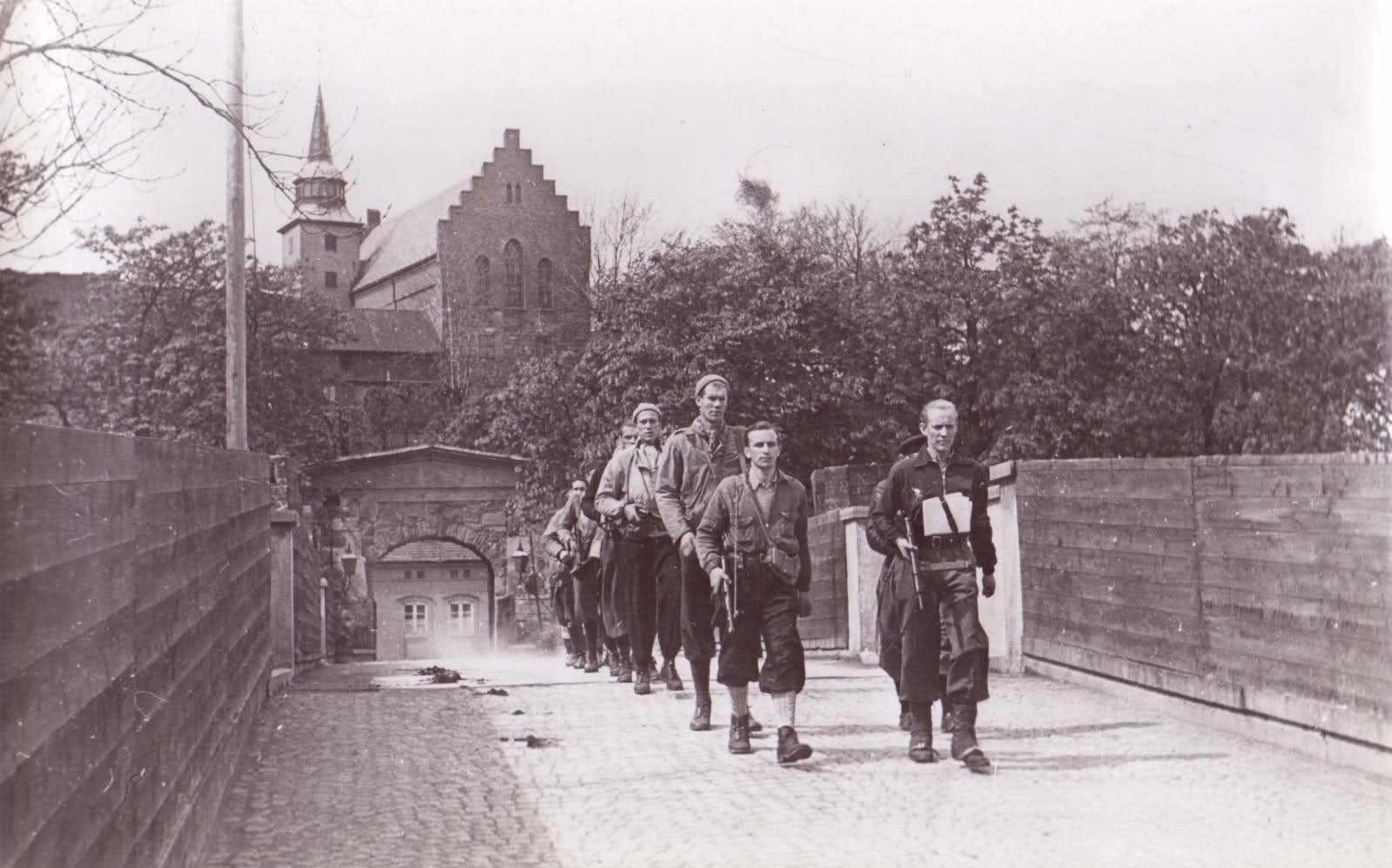
Milorg-grupp på väg från Akershus fästning efter överlämnandet av fästningen den 11 maj 1945

Hjemmestyrkene overtar Akershus festning 11. mai 1945 är ett norskt fotografi som togs av Johannes Stage och publicerades första gången i Oslo-Pressen den 12 maj 1945. Det visar ceremonin vid överlämnandet av kommandot över Akershus fästning i Oslo på Festningsplassen den 11 maj 1945 omkring klockan 14:30. Fotografiet anses som det mest berömda fotografiet från Norges befrielse 1945 från den tyska ockupationen.

## Historik

### Bakgrund
Norge invaderades den 9 april 1940 av tyska styrkor. Krigshandlingarna mellan de reguljära arméerna pågick till sommaren, och kapitulationsavtalet mellan de tyska och norska överkommandona undertecknades den 10 juni 1940 i Trondheim. Avtalet avsåg kapitulation av de norska styrkorna i Norge, medan Norge var fortsatt i krig mot Tyskland genom sin legala exilregering i London.
Den tyska ockupationen varade till Tysklands kapitulation till de allierade i maj 1945. Norges exilregering fortsatte under ockupationen att verka och organiserade Milorg, eller Hjemmestyrkene, vilka mot slutet av kriget ökade sin aktivitet. 
Tyskland, då under rikspresident Karl Dönitz efter Adolf Hitlers självmord, kapitulerade villkorslöst till det allierade högkvarteret i Reims i Frankrike den 7 maj 1945, och vapenstilleståndet skedde en minut efter midnatt den 8 maj. Vid kapitulationen fanns 400 000 tyska soldater i Norge, som vid denna tidpunkt hade en befolkning på knappt fyra miljoner. Det rådde därför oro i Norge för att de lokala tyska styrkorna skulle fortsätta kriget, påspädd av att tyska soldater flugits in från Tyskland till Fornebu strax innan.
Det tyska överkommandot i Norge fick order från rikspresidenten Karl Dönitz om att kapitulera. Tyskland hade avsatt rikskommissarien Josef Terboven den 7 maj och formellt överfört hans myndighet till den österrikiske generalen Franz Böhme. Denne mottog kapitulationsorder från Dönitz den 7 maj klockan 21:10. En allierad militärkommission kom med flyg till Fornebu i Oslo på eftermiddagen den 8 maj, eskorterades av tyska styrkor till Böhmes högkvarter i Lillehammer och överlämnade där kapitulationsvillkoren sent på kvällen den 8 maj. De tyska styrkorna ålades att dra sig tillbaka från större städer och viktiga militära installationer för att samlas i läger i angränsade områden. Tyskarnas kommandostruktur fick behållas för att kunna genomföra kapitulationen i god ordning. Norska hjemmestyrkor skötte, under den första tiden, delvis vakthållningen tillsammans med tyska soldater.

### Den 11 maj
Den 10 maj kom brittiska styrkor och norska polistrupper till Norge. Britterna kom för att genomföra en tillfällig allierad ockupation av Norge tills landets lagliga regering kunde återvända och de facto ta över regeringsmakten. På Akershus hade de högsta tyska officerarna och flertalet tyska soldater enligt kapitulationsvillkoren lämnat fästningen och Oslos centrum på morgonen den 11 maj. Kvar var där 400–500 tyska soldater. Enligt tysk militär tradition övertogs befälet av den högste kvarvarande officeren, vilken var majoren Wilhelm Nichterlein. 
Hjemmestyrkene fick av det allierade kommandot det ärofulla uppdraget att formellt överta Akershus fästning. En order lämnades klockan 10:15 till gruppchefen Terje Rollem. Denne skickade en kurir till fästningen för att informera om sin ankomst, samlade ihop uppemot ett hundra man och marscherade klockan 13:00 mot fästningen med ett antal norska flaggor i tåget. Övertagandet accepterades av Nichterlein, men det rådde osäkerhet om alla 400–500 kvarvarande tyska beväpnade soldater skulle lägga ned sina vapen utan strid till ett förband norrmän i civila kläder med en grön armbindel. 
Överlämnandeceremonin skedde klockan 14:30 på Festningsplassen framför Kommendantboligen. De två befälhavarna utbytte några ord, Terje Rollem på bruten tyska, varefter Wilhelm Nichterlein höll ett kort tal. Rollem gick därefter en runda på fästningen tillsammans med Hamel och bytte ut de tyska vakterna mot sina Milorgmän.

## Fotografiet
Fotot togs av pressfotografen Johannes Stage, som hade fått tips om den kommande händelsen. Han tog bilden utan att de berörda personerna lade märke till detta. Ursprungligen hade Terje Rollem sagt nej till fotografering, men Stage blev ändå tillrådd av Rollems överordnade, plutonchefen Viggo Didrichson, att vara på plats med kamera. Terje Rollem avbildas stående i givakt, när majoren Nichterlein gör en stram honnör, med sin adjutant kapten Hamel stående snett bakom sig. Rollem var klädd i gamla uniformsbyxor omsydda till golfbyxor, vindjacka med Milorgs gröna armbindel med norsk flagga samt stickade knästrumpor med selbumönster.
Bilden publicerades första gången i den vid frigörelsen tillfälliga dagstidningen Oslo-Pressen på första sidan den 12 maj, tillsammans med en bild på den norska örlogsflaggan hissad på Akershus fästnings flaggstång. Artikelns rubrik var: "Fienden endelig ute av hovedstaden."
Den senare berömda bilden från överlämnandet blev mycket spridd och blev 1955 motivet på ett norskt frimärke. Johannes Stages bildarkiv finns på Nasjonalbiblioteket (290 negativ och omkring 800 positiv).
Johannes Stage tog bilden med en Contax småbildskamera.